# Hrymr
Hrymr (altnordisch), auch  Hrym oder Hrymir, ist in der nordischen Mythologie ein Riese, der in den Ragnarök auftritt. Nach der Prosa-Edda steuert er das Totenschiff Naglfar, nach der Völuspá kämpft er in Waffen gegen die Götter. Die Bedeutung seines Namens ist nicht klar.